# Kathedraal van Bari

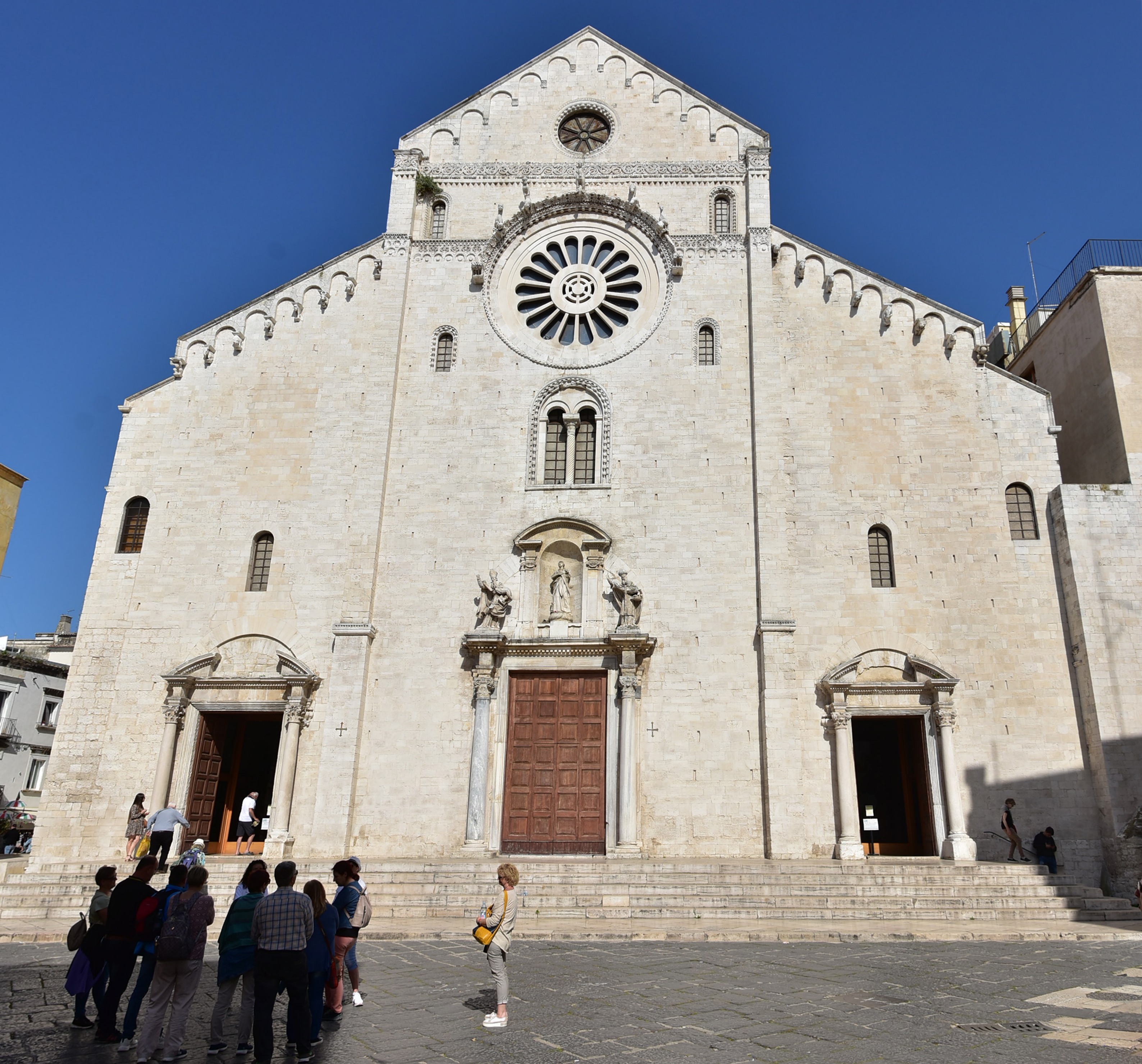
Kathedraal van Bari

De kathedraal van Bari, ook kathedraal van de heilige Sabinus genoemd, is een kathedraal in de Italiaanse stad Bari, toegewijd aan de heilige Sabinus. bisschop van Canosa, wiens relikwieën in de 9e eeuw hierheen werden gebracht. De kathedraal is de zetel van de aartsbisschop van Bari-Bitonto, zoals dat vroeger het geval was voor de aartsbisschoppen, vroeger bisschoppen, van Bari.  Zij is ouder, maar minder beroemd dan de basiliek van Sint-Nicolaas in Bari.

## Historiek
Het huidige gebouw werd tussen het einde van de 12e en het einde van de 13e eeuw opgetrokken, voornamelijk in de laatste dertig jaar van de 12e eeuw, op de plaats van de ruïnes van de keizerlijke Byzantijnse kathedraal, die in 1156 door Willem I van Sicilië, bekend als de Boze (il Malo), werd verwoest; rechts van het transept zijn nog sporen te zien van het oorspronkelijke plaveisel, dat zich onder het schip uitstrekt.
De gedocumenteerde aanwezigheid van een bisschop in Bari gaat terug tot Gervasius, die het Concilie van Sardica in 347 bijwoonde, en zijn opvolger Concordius van Spoleto, die aanwezig was op de Synode van Rome in 465, hoewel namen van hun voorgangers bewaard zijn gebleven door de traditie, te beginnen met de heilige Maurus in de 1e eeuw. De bisschop werd in de 6e eeuw tot aartsbisschop verheven, en de aanwezigheid van een kathedraal in Bari kan uit dezelfde periode worden vastgesteld. Onder het huidige schip zijn sporen te vinden van een oud kerkgebouw met een apsis, uit de periode vóór het eerste millennium, met drie zijbeuken en vierkante pilasters, en funderingen op een as die enigszins afwijkt van die van de huidige kathedraal. Een van de mozaïekvloeren draagt een inscriptie met de naam van bisschop Andrea (758 - 761) en het lijkt zeer waarschijnlijk dat dit de overblijfselen zijn van de eerste kathedraal, die in de 9e of 10e eeuw werd verwoest.
In de eerste helft van de 11e eeuw gaf de toenmalige aartsbisschop (1025-1035) opdracht tot de bouw van een nieuwe bisschoppelijke kerk, die werd voltooid onder zijn opvolgers Nicola I (1035-1061) en Andrea II (1061-1068). Deze kerk werd vervolgens verwoest door Willem de Goddeloze, samen met de rest van de stad (alleen de Basiliek van Sint-Nicolaas bleef gespaard), wat plaatsvond in 1156. Aan het einde van de 12e eeuw begon aartsbisschop Rainaldo met de wederopbouw van de kathedraal, waarbij hij materialen van de vorige kerk en andere verwoeste gebouwen hergebruikte. De nieuwe kathedraal, die op 4 oktober 1292 werd ingewijd, werd gebouwd in de stijl van de Basiliek van Sint-Nicolaas, die in de tussentijd als bisschoppelijke zetel had gediend.
In de 18e eeuw werden de voorgevel, het schip en de zijbeuken, de Trulla (het oude doopkapel uit de 12e eeuw, tegenwoordig de sacristie) en de crypte onder aartsbisschop Muzio Gaeta in barokstijl verbouwd naar een ontwerp van Domenico Antonio Vaccaro. Het gebouw onderging later een reeks verbouwingen, afbraken en uitbreidingen. In de jaren 1950 werd het interieur gerestaureerd in de oorspronkelijke romaanse stijl. De laatste twee restauraties waren die van, ten eerste, het einde van de 20e eeuw, waarbij de helderheid van de romaanse structuren werd hersteld, en, ten tweede, de 21e eeuw, waarbij het interieur werd opgeknapt.

## Beschrijving

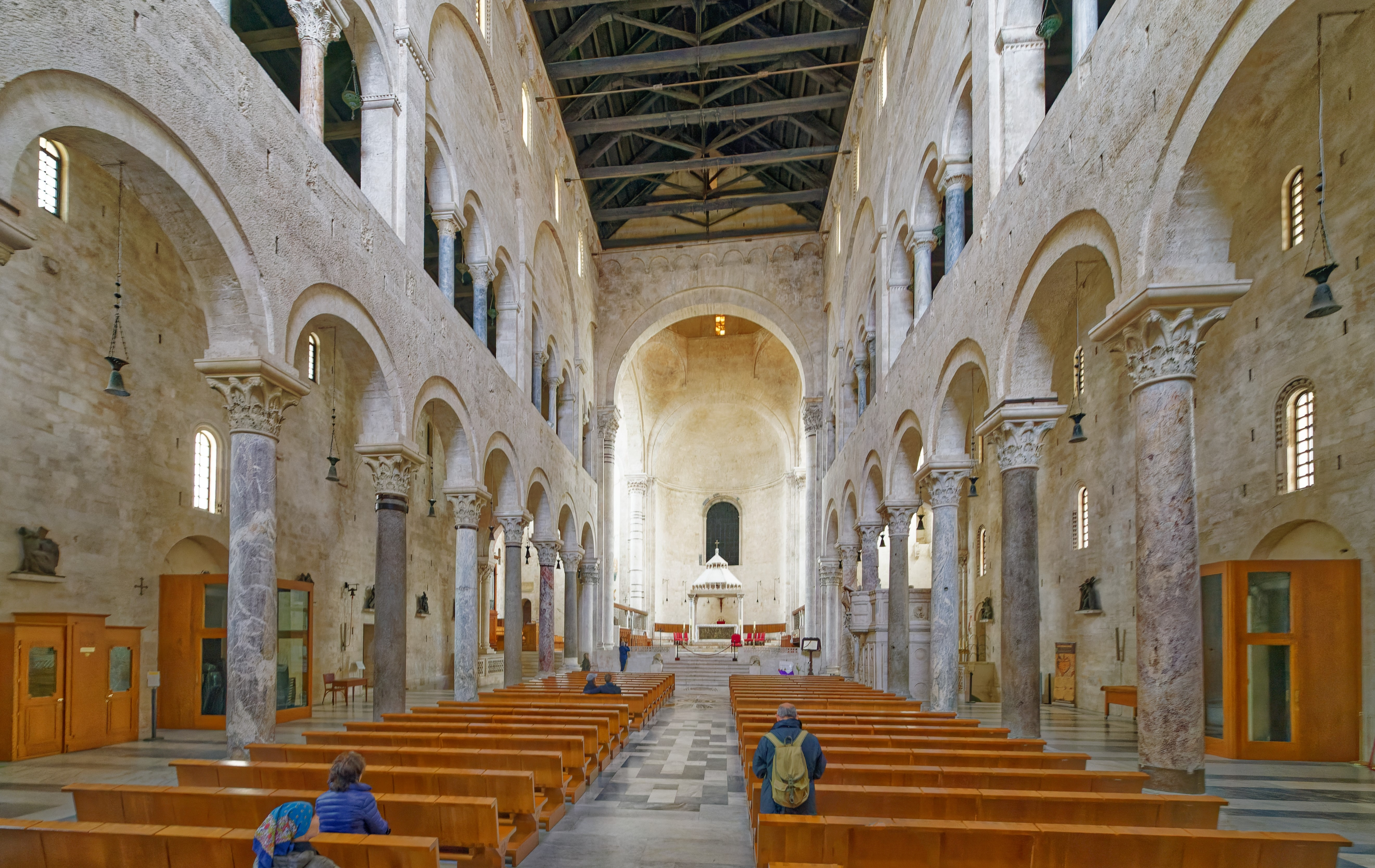
Zicht op het schip van de kathedraal

Stilistisch is dit een belangrijk voorbeeld van de Apulische romaanse stijl. De eenvoudige voorgevel heeft drie portalen uit de 11e eeuw onder een roosvenster, waarboven een bovendorpel is gebeeldhouwd met monsters en fantastische beesten. De campanile is nieuw, herbouwd van steen gelijk aan die van het origineel, met een uitgebreide lantaarntoren en daaronder, de koepel met duidelijke Moorse motieven.
Inwendig is de kathedraal verdeeld in drie zijbeuken van zestien zuilen met arcaden. De kerk, die door barokke toevoegingen was overweldigd, is nu in het transept, in het valse matroneum en in de prachtige preekstoel, die van hetzelfde materiaal als voorheen is herbouwd, teruggebracht tot de ongekunstelde schoonheid van de oorspronkelijke Apulisch-romaanse stijl.
In de crypte worden de relikwieën bewaard van de heilige Sabinus, bisschop van Canosa, in het grote altaar. Deze werden in 844 naar Bari gebracht door de heilige Angelarius, bisschop van Canosa, die ze na de verwoesting van de stad door de Saracenen, uit de ruïnes redde. De zilveren buste van de heilige Sabinus die hier stond, werd overgebracht naar het kapitale archief, en nu wordt hier de icoon van de Hodegetria vereerd: volgens de overlevering werd deze in de 8e eeuw uit het Oosten meegebracht, maar in werkelijkheid is zij van latere datum, hoewel zij niettemin een cultusobject van grote oudheid is.
In de kleinere apsis bevinden zich twee sarcofagen: de ene bevat de relikwieën van de heilige Columba van Sens die gerestaureerd is, en in de andere worden verschillende relikwieën bewaard. In de sacristie rechts bevindt zich een altaar met een schilderij waarop waarschijnlijk de heilige Maurus is afgebeeld, door de traditie genoemd als de eerste bisschop van Bari, in de 1e eeuw.
Onder de crypte bevindt zich een archeologische vindplaats. 

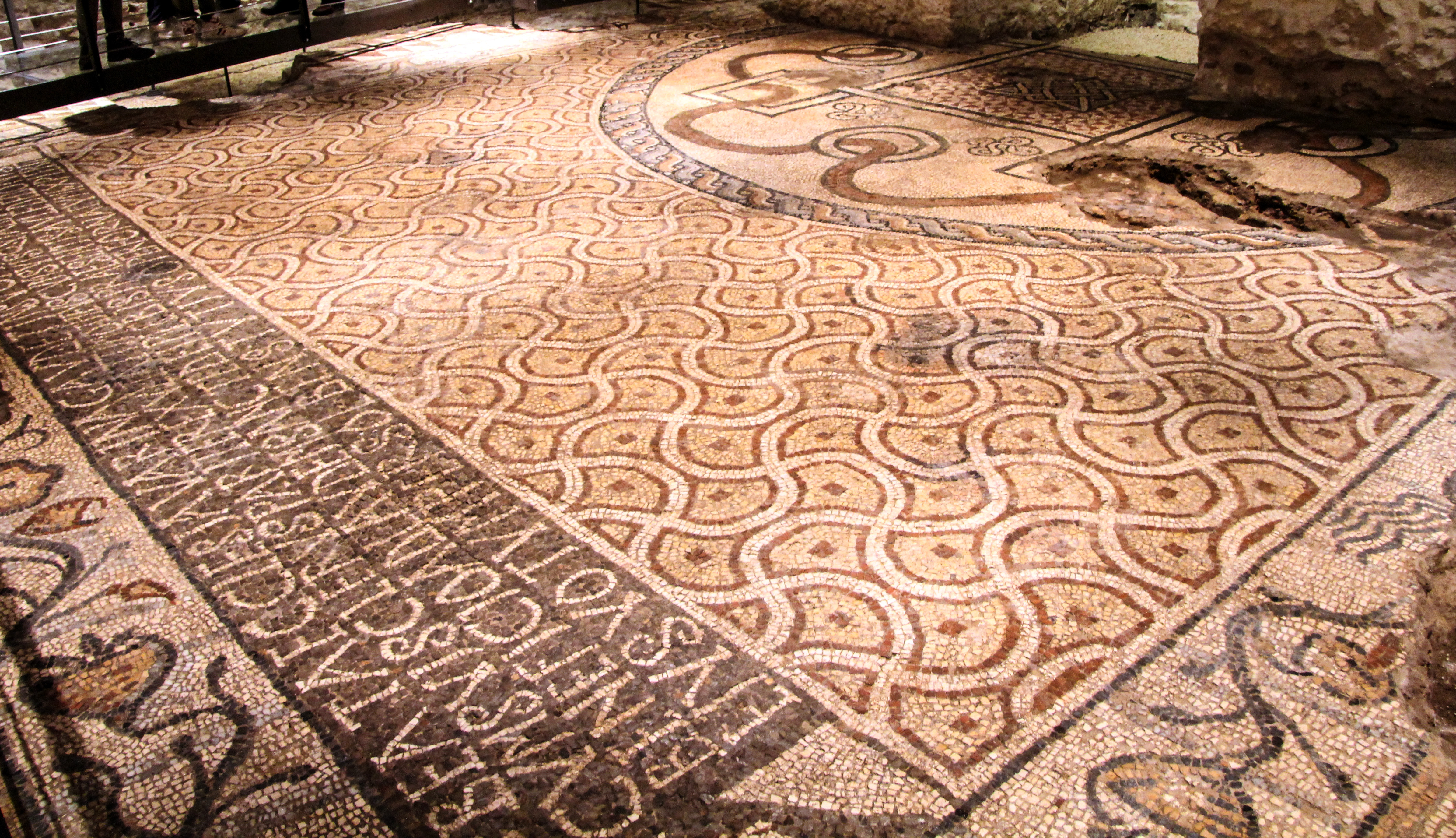
Het vloermozaïek van Timoteüs

Hier zijn onder meer stenen van de Via Traiana gezien, alsook sporen van de vroeg-christelijke kerk die eerder op deze plek stond. Bijzonder zijn ook de twee grote vloermozaïeken, waaronder het rijkversierde mozaïek van een zekere Timoteüs. Op dit mozaïek uit de 1e eeuw n. Chr. zijn afbeeldingen te zien van waterplanten, waterdieren en vissen, iets dat kenmerkend is voor de zogenoemde 'Nijlmozaïeken' uit het vroege christendom die ook worden aangetroffen in onder meer hedendaags Israël, Syrië en Griekenland.
In het paleis van de Curie, grenzend aan de kathedraal, bevindt zich het Diocesaan Museum, waar een zeer kostbaar en fijn verlucht Byzantijnse Exsultet wordt tentoongesteld. De afbeeldingen staan ondersteboven vanuit het gezichtspunt van de priester die het manuscript leest. Op die manier konden de gelovigen, wanneer de celebrant de lofzang uitsprak tijdens de Paasnacht, naar de heilige tekeningen kijken, en konden degenen die geen Latijn konden verstaan, toch enig idee krijgen van wat er gebeurde.

## Galerij

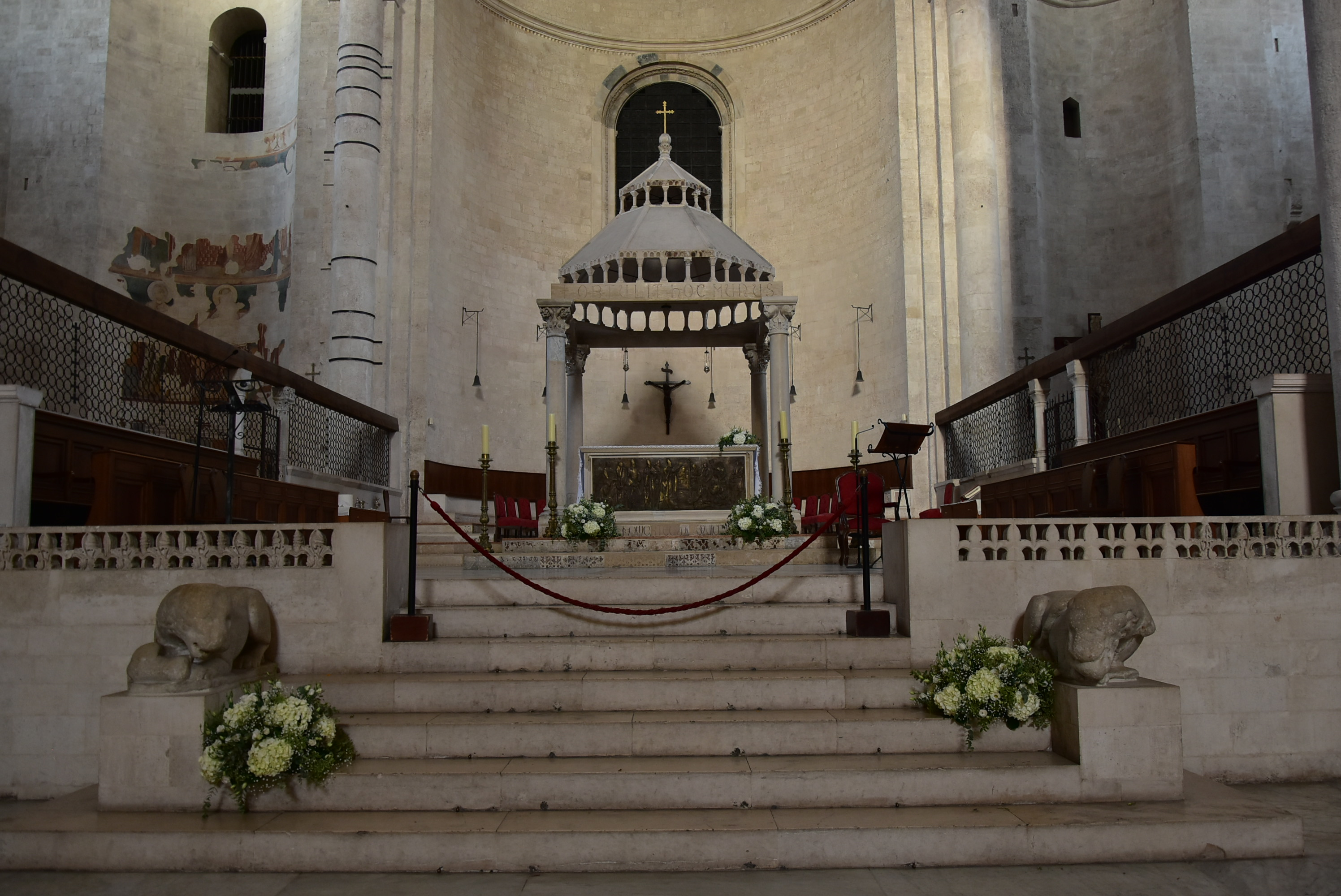
Hoogaltaar
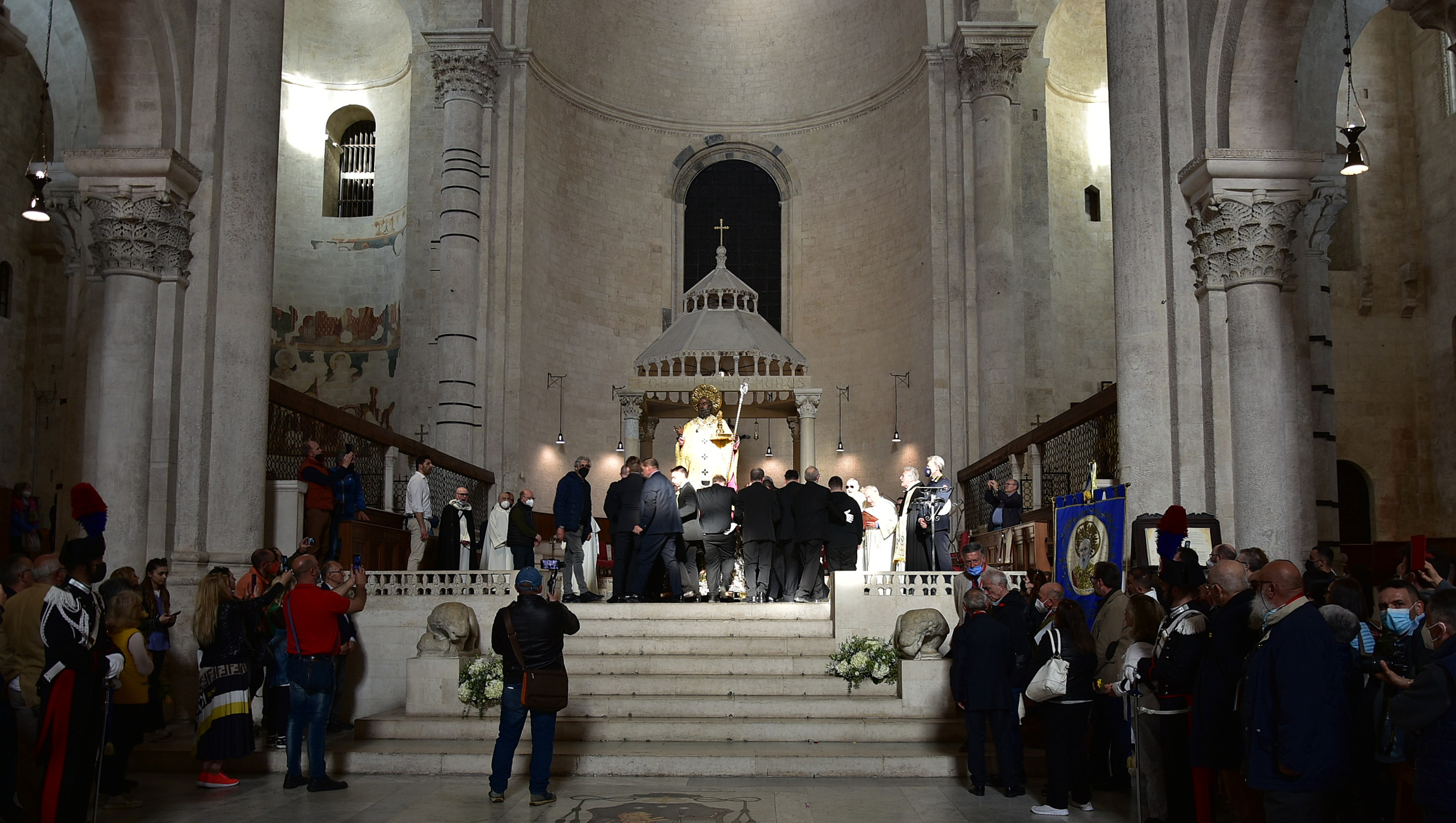
Sint-Niklaas tijdens zijn viering in Bari
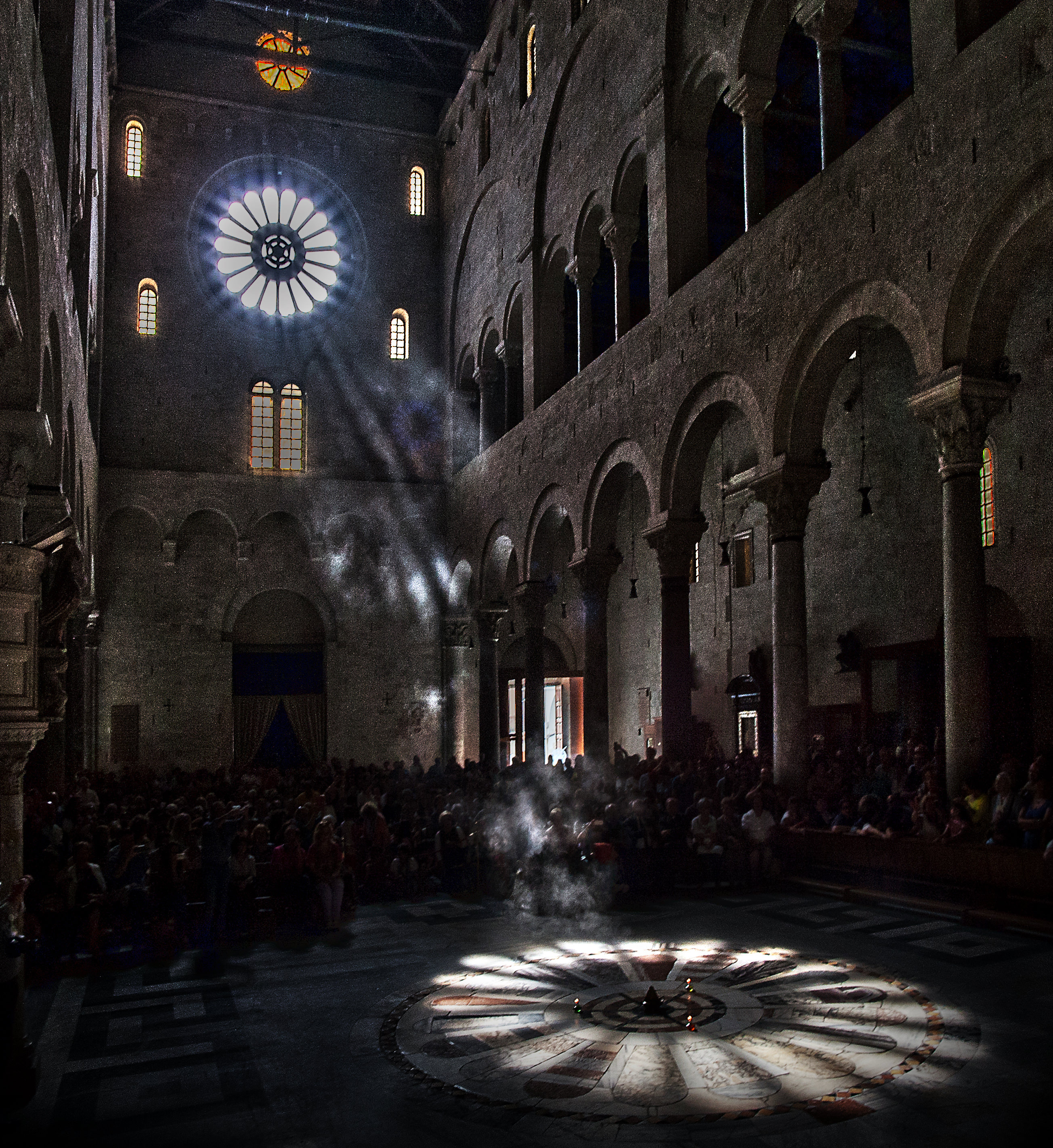
De zon straalt door het roosvenster van de kathedraal
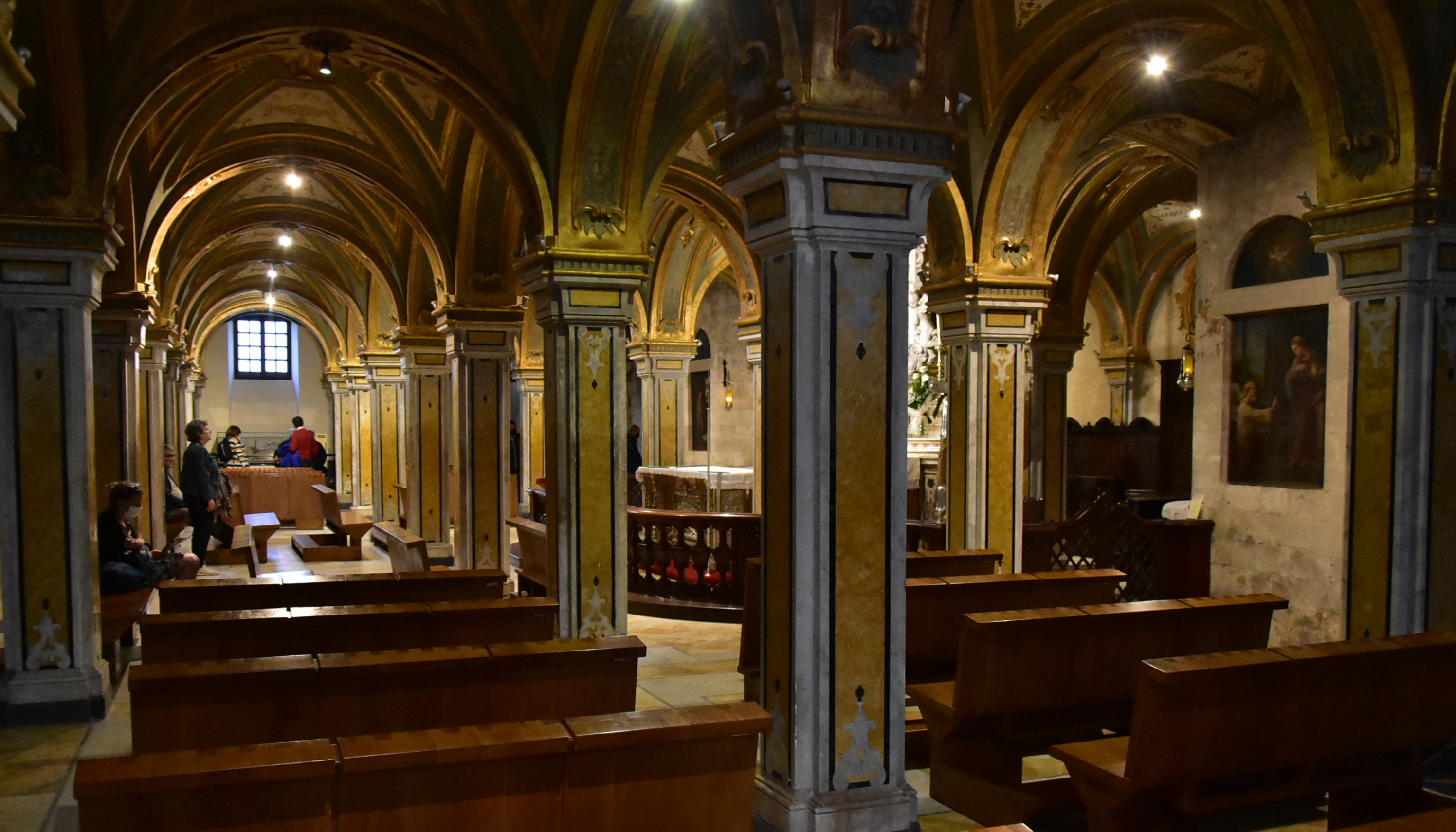
Crypte
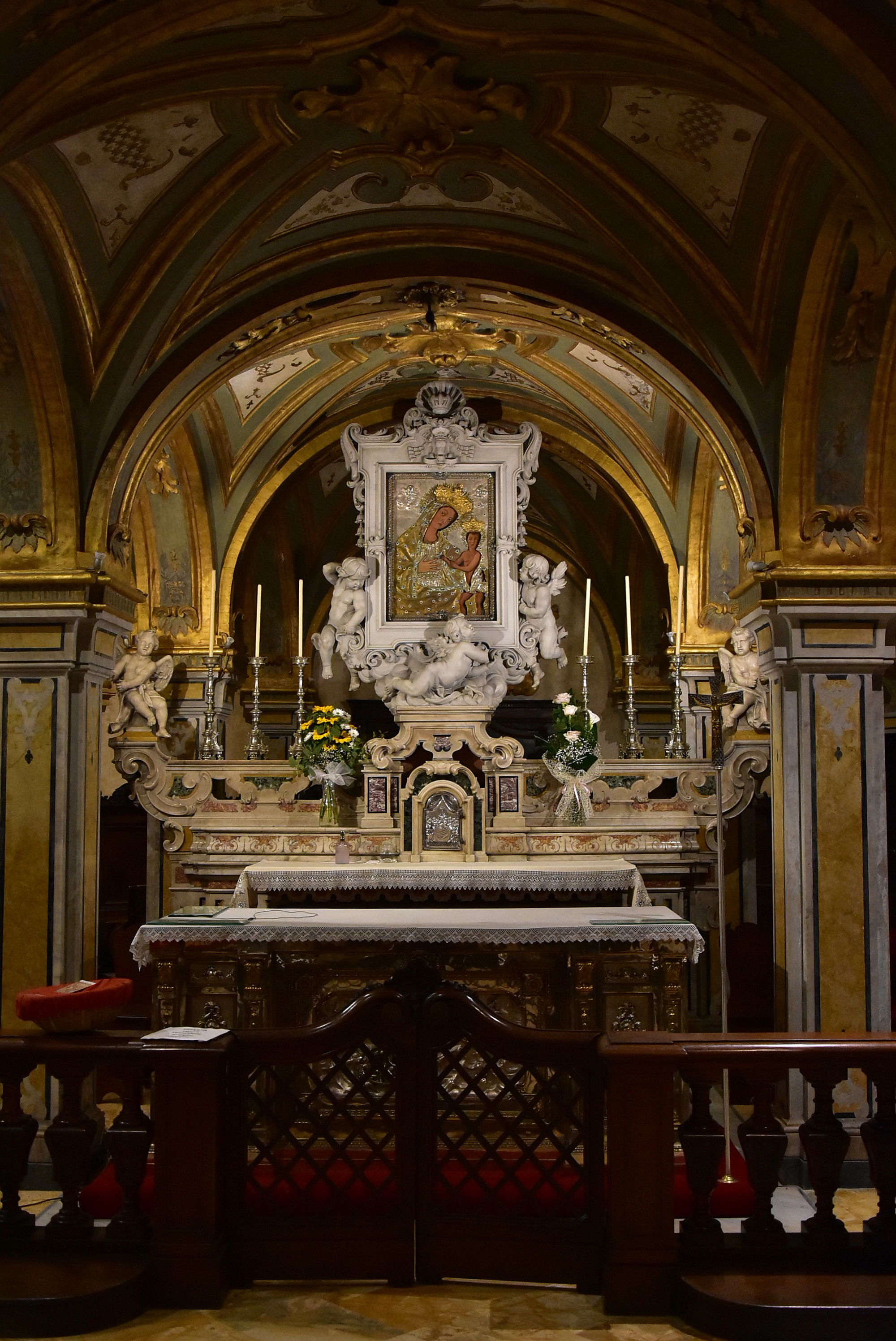
Hodegetria en relieken Sabinus in de crypte